# Lophops tigris
Lophops tigris är en insektsart som beskrevs av Ronald Gordon Fennah 1955. Lophops tigris ingår i släktet Lophops och familjen Lophopidae. Inga underarter finns listade i Catalogue of Life.